# Kapitaal (typografie)
Een kapitaal, grote letter, bovenkast, hoofdletter of majuskel is een letter die de kapitaalhoogte heeft en zeer kleine of geheel ontbrekende stok en staart. Kapitalen zijn het tegenovergestelde van de onderkast (de kleine letters). De kapitaal komt het meest voor als hoofdletter: aan het begin van een naam, aan het begin van een zin, topografische namen en feestdagen. Maar kapitalen worden ook gebruikt in afkortingen (bijvoorbeeld DNS of DHCP). Een kapitaal is dus niet per definitie een hoofdletter, maar een hoofdletter is wel altijd een kapitaal.
Het kapitaal-schrift stamt al uit de tijd van de Romeinen. Op vele plaatsen zijn de teksten te vinden met deze capitalis monumentalis of Romeins majuskelschrift, een beroemd voorbeeld is de zuil van Trajanus. De oorsprong gaat echter nog verder terug op het alfabet van de Grieken, die zelf weer schatplichtig waren aan de Phoeniciers. Kapitaalschrift is dus veel ouder dan onderkast, wat pas in de Middeleeuwen ontwikkeld werd.
De Romeinse kapitalen bleven vele eeuwen behouden in de vele inscripties in steen, op graven, steles en monumenten. Tijdens de Renaissance werd teruggegrepen op de vele oude voorbeelden die de Venetiaanse lettersnijders om zich heen zagen om hun kapitalen vorm te geven.
De naam bovenkast stamt uit de tijd dat loden letters werden gebruikt om teksten te drukken. De letter van een corps werd gewoonlijk in twee letterladen weggeborgen, de bovenste lade bevatte de kapitalen, de onderste lade de kleine letters. Op deze manier werd bovenkast uiteindelijk synoniem aan kapitaal. Gelijk zo werd onderkast synoniem aan kleine letter.
Het woord majuskel werd in de negentiende eeuw geleend van het Franse majuscule dat weer gebaseerd is op het Latijnse maiuscula littera (grotere letter).

## Verschillend gebruik per taal
De meeste schriftsystemen op de wereld maken geen onderscheid tussen hoofdletters en kleine letters. Dit geldt bijvoorbeeld voor alle schriften van Oost-Azië en India, evenals het Hebreeuwse, het Georgische, het Arabische en het Ethiopische schrift. Alfabetten die het onderscheid wel maken, zijn het Latijnse alfabet, het Cyrillische alfabet, het Griekse alfabet en het Armeense alfabet.
Het gebruik van kapitalen is per taal verschillend.

### In elke taal (met schriftsystemen die kapitalen kennen)
- Het eerste woord van een zin krijgt steeds een hoofdletter.
- Namen (van personen, landen, steden, rivieren enz.) worden steeds met een hoofdletter geschreven.
- Namen van unieke[1] hemellichamen  (dat zijn zon, maan en aarde) krijgen een hoofdletter als ze in astronomische zin worden gebruikt: de zon schijnt, de Zon is een middelmatige ster.
- Symbolen van eenheden worden met een hoofdletter geschreven als ze zijn afgeleid van een persoonsnaam. Dit geldt niet voor de voluit geschreven eenheden: W (van watt), m (van meter).

### Verschillen per taal
- Zijn de beginletters van een lidwoord of persoonlijk voornaamwoord weggelaten, dan krijgt in het Nederlands het tweede woord een hoofdletter ('s Morgens komt de zon op). In het Engels echter niet: 'T is nice weather. In het Nederlands geldt dit niet voor andere woorden: 'Tuurlijk ga ik mee.
- In het Nederlands worden veelvoorkomende afkortingen die eigenlijk een woord zijn geworden niet meer met hoofdletters geschreven: tv, dvd, lpg, led.
- In het Engels en Duits worden maanden en weekdagen met een hoofdletter geschreven, in de meeste andere talen niet meer: Tuesday, Dienstag, dinsdag, mardi.
- Bijvoeglijke naamwoorden van talen en geografische gebieden worden in sommige talen (o.a. Engels, Nederlands) met een hoofdletter geschreven: French, German, Frans, Duits. In veel andere talen niet: deutsch, français, italiano, español.
- In het Duits wordt ieder zelfstandig naamwoord met een hoofdletter geschreven. Dat geldt dus ook voor de maanden en weekdagen, en voor wetemschappelijke eenheden en valuta's.
- In het Engels is het gebruikelijk dat in een titel of opschrift de belangrijkste woorden met een hoofdletter geschreven worden: Uncle Tom's Cabin or Life Among the Lowly. Dit geldt niet voor lidwoorden, voorzetsels en voegwoorden. Dit heet Title Case.
- Titels van bestuurders hebben in het Engels vaak een hoofdletter: Minister, King. In het Nederlands geldt dit soms als de titel in bestuurlijke zin wordt gebruikt: De Koning ondertekent de wetten, de koning komt voorbij.
- Een voorzetsel of lidwoord in een Nederlandse of Franse achternaam krijgt geen hoofdletter als het direct wordt voorafgegaan door een ander deel van de naam: Jan de Vries, J. de Vries, Mevrouw De Vries, Mevrouw De Vries-van Egmond, mijn vriend Van Nispen tot Pannerden. Dat geldt ook voor het Duitse von. In het Vlaams heeft het voorzetsel of lidwoord wél een hoofdletter.

## Toetsenbord

### Schrijfmachine
Op een typemachine kunnen kapitalen ingevoerd worden door op het toetsenbord de hoofdlettertoets ingedrukt te houden. Bij een Engelstalig toetsenbord is het opschrift van deze toets Shift; vaak is er geen opschrift. Elke toets krijgt dan een andere functie: de lettertoetsen zijn voor kapitalen en de andere toetsen zijn voor diverse tekens.
Om een langere tekst in kapitalen te kunnen typen, kan de hoofdlettertoets worden vastgezet. Bij een conventionele schrijfmachine is dan voorzichtigheid geboden: ook de toetsen met cijfers en leestekens hebben een andere functie.

### Computer
Computers en elektronische schijfmachines hebben meestal geen Shift lock maar een Caps lock, een afkorting van het Engelse capitals lock, kapitalen vergrendelen. Deze toets werkt alleen op de letters en niet op de andere toetsen.